# Paranormal Activity: Ghost Dimension
Paranormal Activity: Ghost Dimension ist ein US-amerikanischer in 3D gedrehter Horrorfilm von Gregory Plotkin aus dem Jahr 2015 und Fortsetzung von Paranormal Activity 4. Der Film stellt Plotkins Regiedebüt dar, nachdem dieser den Schnitt der Paranormal Activity Filme seit Paranormal Activity 2 übernahm. Das Drehbuch wurde von Jason Harry Pagan, Andrew Deutschman, Adam Robitel und Gavin Heffernan verfasst. Der Kinostart in den Vereinigten Staaten war am 23. Oktober 2015. In Deutschland lief er bereits einen Tag zuvor, am 22. Oktober 2015 an.
Wie die Franchiseteile zuvor, wurde auch dieser Teil der Filmreihe im Found Footage Stil gedreht.

## Handlung
Die Familie Fleeges will nach dem Verlust ihrer Tochter ein Jahr zuvor einen Neubeginn wagen und zieht darum von New York ins kalifornische Palo Alto. Ryan, der Vater der Familie, ist Computerspiele-Entwickler und daher sehr flexibel in seinem Job, und auch die Mutter der Familie, Emily, ist zufrieden mit dem neuen Zuhause. Die verbleibende Tochter Leila weiß jedoch nicht, was sie von dem Umzug halten soll. Ryans Bruder Mike schließt sich ebenfalls der Familie an und zieht mit dieser nach Kalifornien.
Kurz nach dem Umzug beginnen aber bereits die übersinnlichen Geschehnisse, die die ohnehin schon traumatisierte Familie zunehmend beunruhigen. Schnell merken sie, dass es in ihrem neuen Zuhause etwas nicht zu stimmen scheint und so beschließen sie dem Spuk mithilfe von Videokameras auf den Grund zu gehen.

## Hintergrund
Der Film ist der erste der Paranormal Activity Reihe der in 3D produziert wurde. Der ursprünglich Kinostart war für Herbst 2014 geplant.
Im Juli 2015 gab Paramount bekannt, dass mit mehreren nordamerikanischen Kinoketten ein Vertrag geschlossen wurde, welcher vorsah, dass Paranormal Activity: Ghost Dimension und der ebenfalls von Paramount vertriebene Scouts vs. Zombies – Handbuch zur Zombie-Apokalypse als Teil eines Versuchs bereits kurze Zeit nach der Kinoveröffentlichung digital als Video-on-Demand angeboten werden sollen. Als Gegenleistung bat Paramount den Kinos eine Gewinnbeteiligung an. Viele Kinoketten stimmten zu, unter anderem AMC, National Amusements, Alamo Drafthouse, und Cineplex (Kanada). Da jedoch auch mehrere größere Ketten das Angebot ablehnten, wurden die Filme in nur ca. 1350 nordamerikanischen Kinos gezeigt (vgl. ca. 3000 bei den früheren Paranormal Activity-Filmen). Die Video-on-Demand-Veröffentlichung fand jeweils 17 Tage nach dem Tag statt, an dem die Filme in weniger als 300 Kinos in Nordamerika liefen. Als Grund für den Versuch und den damit verbundenen Eingriff in die Filmverwertung wird das miserable Einspielergebnis von MGMs Hot Tub Time Machine 2 (2015) angenommen. Ein Vorsitzender von Paramount Pictures erklärte, dass Paramount mit der Strategie versuche, mangelnde prognostizierte Kinoeinnahmen der beiden Filme frühzeitig durch eine Digitalveröffentlichung zu kompensieren.

## Kritik
Die Bewertungen zum Film fallen insgesamt sehr negativ aus. Bei Rotten Tomatoes sind lediglich 11 % der 61 Kritiken positiv, bei einer durchschnittlichen Bewertung von 3,3/10.

„Die „Paranormal Activity“-Reihe findet mit „Ghost Dimension“ ein durchwachsenes, aber konsequentes Ende.“

Der Filmdienst bescheinigt der sechsten Fortsetzung der Filmreihe viele formale Ungereimtheiten und logische Fehler, zudem greife der Film lediglich die bereits bekannten Motive der Filmreihe auf, ohne dadurch Spannung aufzubauen.

## Fortsetzung
Produzent Jason Blum äußerte sich bereits im Juni 2015 zu USA Today bezüglich einer möglichen Fortsetzung:

“It's coming to an end. This is it, the finale. We're saying it before the movie opens. […] All the questions that everyone has asked from the past Paranormal Activity films […] have been teased out. Now they will be answered.”

„Es ist zu Ende. Das ist das Finale. Wir sagten dies bevor der Film veröffentlicht wurde. […] All die Fragen die sich jeder seit den vorangegangenen Filmen fragte […] wurden erforscht. Jetzt werden sie beantwortet.“

Trotz dieser Ankündigung und der großen Enthüllung des Films sagte Blum, dass ein Reboot des Franchise nicht ausgeschlossen sei, man jedoch auch noch nicht darüber gesprochen hätte.